# Stary niedźwiedź mocno śpi
Stary niedźwiedź mocno śpi – zabawa ruchowa przeznaczona dla dzieci. Zasady gry są odpowiednikiem anglojęzycznej wersji What’s the time, Mr Wolf?, natomiast melodia piosenki jest zaczerpnięta od pieśni ludowej Od Krakowa ciemny las.
Zabawę opisywała w swojej pracy dla nauczycieli Maria Germanówna (1923).

## Zasady gry
Jeden z uczestników gra postać niedźwiedzia, kuca na środku i udaje że śpi. Reszta uczestników tworzy wokół niego koło i śpiewa:

Stary niedźwiedź mocno śpi (przykucają)

stary niedźwiedź mocno śpi. (przykucają)

My się go boimy, na palcach chodzimy,

jak się zbudzi to nas zje (przykucają)

jak się zbudzi to nas zje. (przykucają)

Pierwsza godzina niedźwiedź śpi,

druga godzina niedźwiedź chrapie,

trzecia godzina niedźwiedź łapie!!!

W chwili zakończenia śpiewania wszyscy rozbiegają się na sali, zaś „niedźwiedź” zaczyna gonić innych uczestników zabawy. Osoba dotknięta pierwsza staje się niedźwiedziem i zabawa zaczyna się od nowa.